# Ludwik Fabrycy
Ludwik August Fabrycy herbu Pelikan (ur. w 1755 roku) – generał adiutant Buławy Wielkiej Koronnej, pułkownik 4 Pułku Koronnego Przedniej Straży w latach 1793–1794, po wybuchu powstania kościuszkowskiego usunięty z wojska. 
Poseł województwa czernihowskiego na sejm grodzieński (1793), konsyliarz konfederacji generalnej koronnej w konfederacji targowickiej, członek konfederacji grodzieńskiej 1793 roku.  W okresie poprzedzającym wybuch powstania kościuszkowskiego był członkiem rosyjskiej siatki szpiegowskiej.
Był wolnomularzem, członkiem loży wolnomularskiej Doskonała Tajemnica (1786).